# Mirza Hasan Tahirzade
 (août 2022).
Mirza Hasan Tahirzade (en azéri:Mirzə HəsənTahirzadə Mirzə Nəsir bəy oğlu; né le 30 mai 1837 à Choucha et mort le 21 juin 1893 à Tiflis) est un IVe Cheikh-ul-Islam des musulmans du Caucase; Maître de conférences à l'Université de Saint-Pétersbourg, spécialiste du droit islamique.

## Jeunesse
Mirza Hasan Tahirzade est né dans le village de Kangarli de Choucha (actuellement Tartar). Après avoir reçu son éducation primaire de son père, il poursuit ensuite ses études à madrasa Talibiya à Tabriz. Il commence son activité religieuse le 8 avril 1859 dans son village de Qapanli.

## Carrière
Il fait son service militaire en 1873 dans l'escorte cosaque de Sa Majesté en tant qu'akhund du 4e peloton musulman. Il participe au Congrès international des orientalistes à St. Pétersbourg en 1876. 
Après la mort de Mirza Shafi, le recteur de l'Université impériale de Saint-Pétersbourg ouvre les candidatures pour le poste vacant de professeur de langue persane. Mirza Hasan était parmi trois candidats à postuler. Il est admis à la Faculté des langues orientales de l'Université. Il enseigne à l'Université entre le 25 septembre 1878 et le 4 mai 1879.
Il sert le cadi d'un Uyezd de Choucha du 11 août 1880 à 1881. Du 3 avril 1882 au 5 septembre 1885, il enseigne la chariat, l'azéri et le persan à l'école réelle de Choucha.
Le 5 septembre 1885, il est élu président du Directoire spirituel des musulmans de Transcaucasie et obtient le titre spirituel de Cheikh-ul-Islam. Dans son rapport à Alexandre III, il mentionne qu'il demande à sa communauté de respecter la Bible, les Psaumes de David, l'Évangile comme Coran et de ne faire aucune distinction entre les églises et les mosquées.